# 比韦尔
比韦尔，是西班牙瓦伦西亚自治区卡斯特利翁省的一个市镇。总面积50平方公里，总人口1307人（2001年），人口密度26人/平方公里。